# قائمة معاهدات الولايات الكونفدرالية الأمريكية
هذه قائمة معاهدات الولايات الكونفدرالية الأمريكية : الولايات الكونفدرالية الأمريكية المعلنة ذاتيا (بالإنجليزية: Confederate States of America)‏، بشكل غير رسمي،الكونفدرالية (بالإنجليزية: Confederacy)‏، لا تستطيع إبرام اتفاقيات مع دول أخرى ذات سيادة، حيث لم يكن لديها اعتراف قانوني دولي. ومع ذلك ، خلال تلك الفترة ، قامت الولايات الكونفدرالية الأمريكية بتوقيع العديد من الاتفاقيات مع السكان الاصليين من الهنود الحمر الذين يعيشون على أراضيهم.
في عام 1861، فوضت الولايات الكونفدرالية الأمريكية ألبرت بايك للتفاوض وإبرام المعاهدات مع القبائل الهندية الأصلية المقيمة في الأراضي الهندية في غرب أركنساس وجنوب كانساس، أبرم بايك تسع معاهدات مع القبائل الهندية بين يوليو وأكتوبر 1861. وصدق كونغرس الولايات الكونفدرالية الأمريكية على كل من المعاهدات التسع قبل نهاية العام.
حاولوا الحلفاء (الولايات الكونفدرالية) إقامة علاقات دبلوماسية مع بريطانيا العظمى وفرنسا، لكن كل جهودهم لم تسفر عن شيء بعد معركة أنتيتام.

## الاتفاقيات
حسب تأريخ الاتفاقية.
| تاريخ إبرام المعاهدة | اسم المعاهدة | الأطراف الأخرى في المعاهدة                                                      | تاريخ تصديق كونغرس الولايات الكونفدرالية الأمريكية | الموضوع                                        |
| -------------------- | --- | ------------------------------------------------------------------------------- | -------------------------------------------------- | ---------------------------------------------- |
| 10 يوليو 1861        | معاهدة الصداقة والتحالف مع أمة الهنود | شعب مسكوكي                                                                      | 21 ديسمبر 1861                                     | Relations with Indian tribes in الإقليم الهندي |
| 12 يوليو 1861        | معاهدة الصداقة والتحالف مع امة تشوكتاو وتشيكاساو الهندية | تشوكتاو; تشيكاساو                                                               | 20 ديسمبر 1861                                     | Relations with Indian tribes in الإقليم الهندي |
| 1 أغسطس 1861         | معاهدة صداقة وتحالف مع أمة الرجال الحمر | سيمينول                                                                         | 20 ديسمبر 1861                                     | Relations with Indian tribes in الإقليم الهندي |
| 12 أغسطس 1861        | Treaty with the Pen-e-tegh-ca band of the Ne-um or Comanches, and the tribes and bands of Wich-i-tas, Cado-Ha-da-chos, Huecos, Ta-hua-ca-ros, A-na-dagh-cos, Ton-ca-wes, Ai-o-nais, Ki-chais, Shawnees and Delawares                                                                | كومانشي (قبيلة); ويتشيتا (قبيلة); Caddo; Waco; Tonkawa; Kichai; شاوني; Delaware | 21 ديسمبر 1861                                     | Relations with Indian tribes in الإقليم الهندي |
| 12 أغسطس 1861        | Treaty with the Ne-co-ni, Ta-ne-i we, Co-cho-tin-ca and Ya-pa-rih-ca bands of the Ne-um or Comanches of the Prairies and Staked Plain | كومانشي (قبيلة)                                                                 | 21 ديسمبر 1861                                     | Relations with Indian tribes in الإقليم الهندي |
| 2 اكتوبر 1861        | Treaty with the Great Osage Tribe of Indians | أمة الاوساج                                                                     | 20 ديسمبر 1861                                     | Relations with Indian tribes in الإقليم الهندي |
| 4 اكتوبر 1861        | Treaty with the Seneca tribe of Indians, formerly known as the Senecas of Sandusky, and the Shawnees of the Tribe or Confederacy of Senecas and Shawnees formerly known as the Senecas and Shawnees of Lewistown, or the Mixed Bands of Senecas and Shawnees, each Tribe for itself | سينيكا (قبيلة هندية); شاوني                                                     | 21 ديسمبر 1861                                     | Relations with Indian tribes in الإقليم الهندي |
| 4 اكتوبر 1861        | Treaty with the Quapaw Tribe of Indians | Quapaw                                                                          | 21 ديسمبر 1861                                     | Relations with Indian tribes in الإقليم الهندي |
| 7 اكتوبر 1861        | Treaty of Friendship and Alliance with the Cherokee Nation of Indians | شيروكي (قبيلة)                                                                  | 11 ديسمبر 1861                                     | Relations with Indian tribes in الإقليم الهندي |

## انظُر أيضاً
- الولايات المتحدة